# Alfred Douglas-Hamilton (13e duc de Hamilton)
Alfred Douglas Douglas-Hamilton, 13e duc de Hamilton et 10e duc de Brandon (6 mars 1862 - 16 mars 1940) est un homme politique, Militaire et pair britannique.

## Biographie
Hamilton est né à Shanklin, île de Wight, en 1862, fils du capitaine Charles Douglas-Hamilton (1808–1873), arrière-arrière-petit-fils de James Hamilton (4e duc de Hamilton). Jeune homme, il s'engage dans la Royal Navy et acquiert la réputation de pouvoir plonger sous la quille des cuirassés sur lesquels il sert, sans aucun équipement, réapparaissant de l'autre côté du navire à la stupéfaction de ses coéquipiers. Il est persuadé de quitter la marine en 1888 par son cousin, William Douglas-Hamilton (12e duc de Hamilton). Il y avait une possibilité assez sérieuse qu'Alfred offrirait un bon parti à la fille du douzième duc, Lady Mary. Ces espoirs de maintenir la continuité sont cependant anéantis en 1890, lorsque Hamilton est partiellement paralysé par une rare maladie tropicale qu'il a contractée lors de son dernier service dans la Marine. Hamilton se rétablit cependant et succède à son cousin en 1895, héritant tous biens du majorat et avoirs de son cousin et un 1 million de dettes, une grande partie des terres et des propriétés de Hamilton va à Lady Mary, qui épouse James Graham (6e duc de Montrose). Les propriétés qui ont quitté la famille Hamilton à l'époque comprenaient le château de Brodick sur l'île d'Arran, qui appartenait aux Hamilton depuis 500 ans. 
Hamilton Palace, le siège principal de la famille reste au duc. Cependant, il propose le palais à la Marine pendant la Première Guerre mondiale pour l'utiliser comme hôpital. Après la fin de la guerre, il est jugé nécessaire de le démolir en raison de l'affaissement, imputé aux propres mines de charbon de la famille. Hamilton déménage à Dungavel House, qui est auparavant un pavillon de chasse sur une lande près de Strathaven. 
Hamilton est lieutenant-colonel honoraire du 4e bataillon du Highland Light Infantry. Il est également colonel honoraire du 6e bataillon, les Cameronian (Scottish Rifles). 
Hamilton est décédé peu de temps après son 78e anniversaire, le 16 mars 1940, dans la propriété de la famille à Dorset, Ferne House. 

## Mariage et descendance
Hamilton se marie le 4 décembre 1901, à l'église paroissiale de Newton Tony, avec Nina Mary Benita Poore, fille du major Robert Poore, qui a ensuite fondé la société de défense des animaux. Ils ont quatre fils et trois filles: 
- Douglas Douglas-Hamilton, 14e duc de Hamilton
- Jean Douglas-Hamilton
- George Douglas-Hamilton (10e comte de Selkirk)
- Margaret Douglas-Hamilton (la mère d'Anneli Drummond-Hay )
- Malcolm Douglas-Hamilton
- David Douglas-Hamilton
- Mairi Nina Douglas-Hamilton

Les fils de Hamilton ont marqué l'histoire de la RAF en étant tous au rang de chef d'escadron ou plus au début de la Seconde Guerre mondiale. 